# دهه ۶۳۰ (میلادی)
دهه ۶۳۰ (میلادی) دهه شصت و سوم تقویم میلادی است.

## درگذشتگان
‎